# Sterbender Gallier

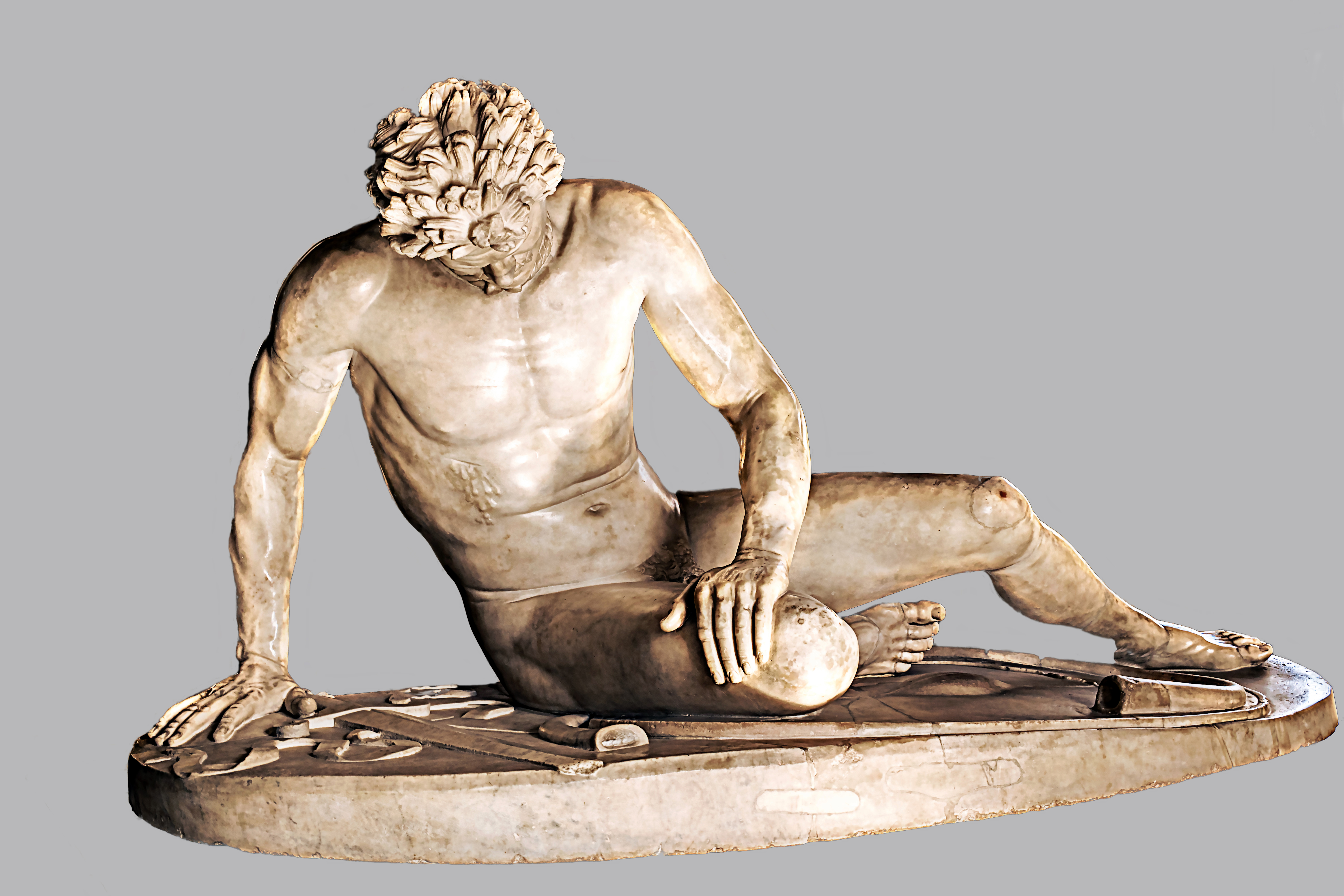
Der Sterbende Gallier

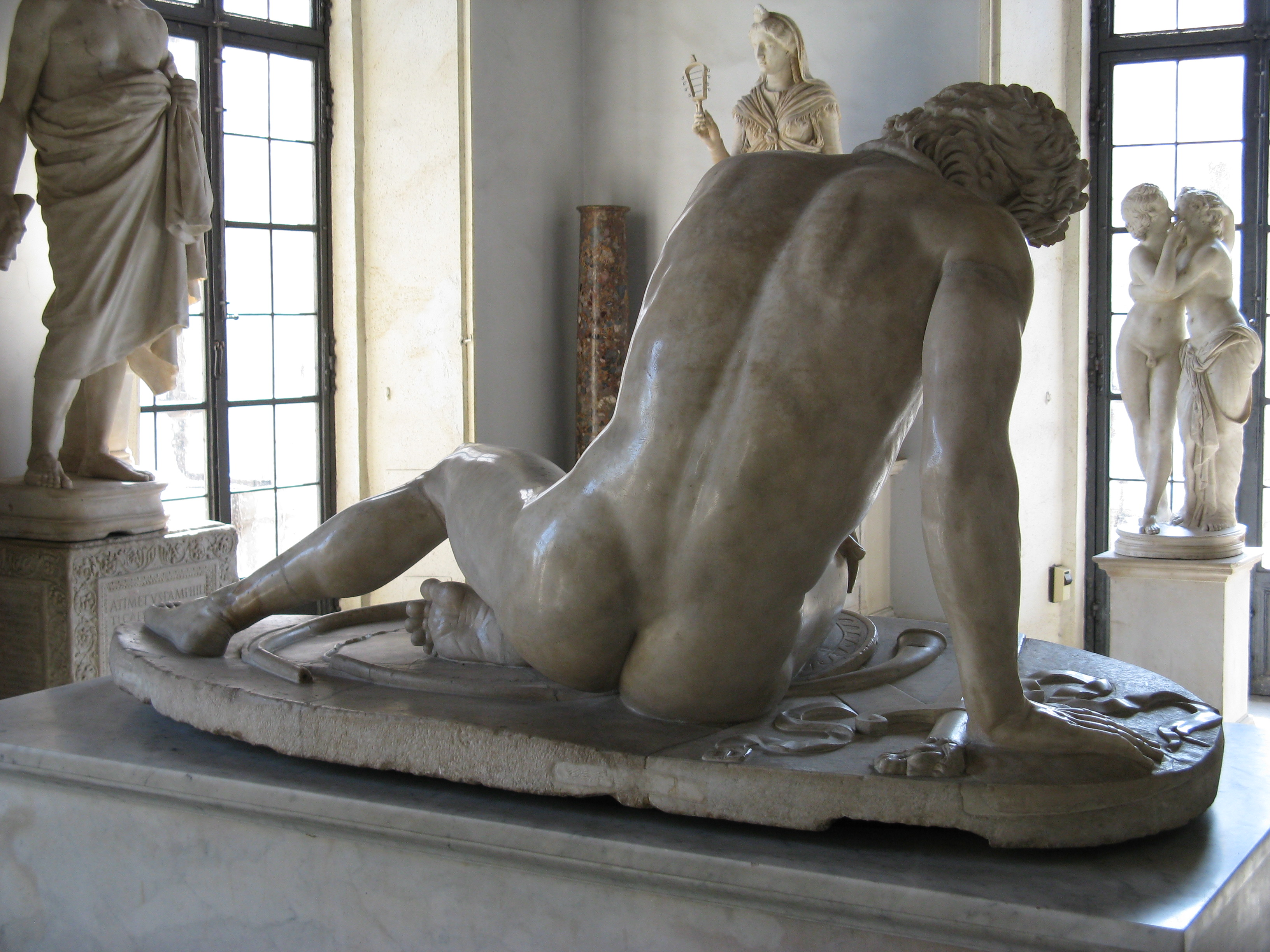
Rückseite

Der Sterbende Gallier ist eine antike Marmor-Statue, die sich heute in den Kapitolinischen Museen in Rom befindet. Das Werk ist die römische Kopie – wohl aus dem frühen 2. Jahrhundert – eines Originals, das etwa um 230/220 v. Chr., vermutlich in Bronze, von Attalos I., dem König von Pergamon, in Auftrag gegeben worden war und im Athena-Heiligtum von Pergamon stand. Dieser dokumentierte damit seinen Sieg über die Kelten, die im griechisch-kleinasiatischen Raum als Galater bekannt waren. Der Name des Künstlers ist unbekannt, das Werk wird aber bisweilen einem Epigonos zugeschrieben (Plinius der Ältere: Tubicen), der zur Zeit des Attalos Hofbildhauer in Pergamon war.

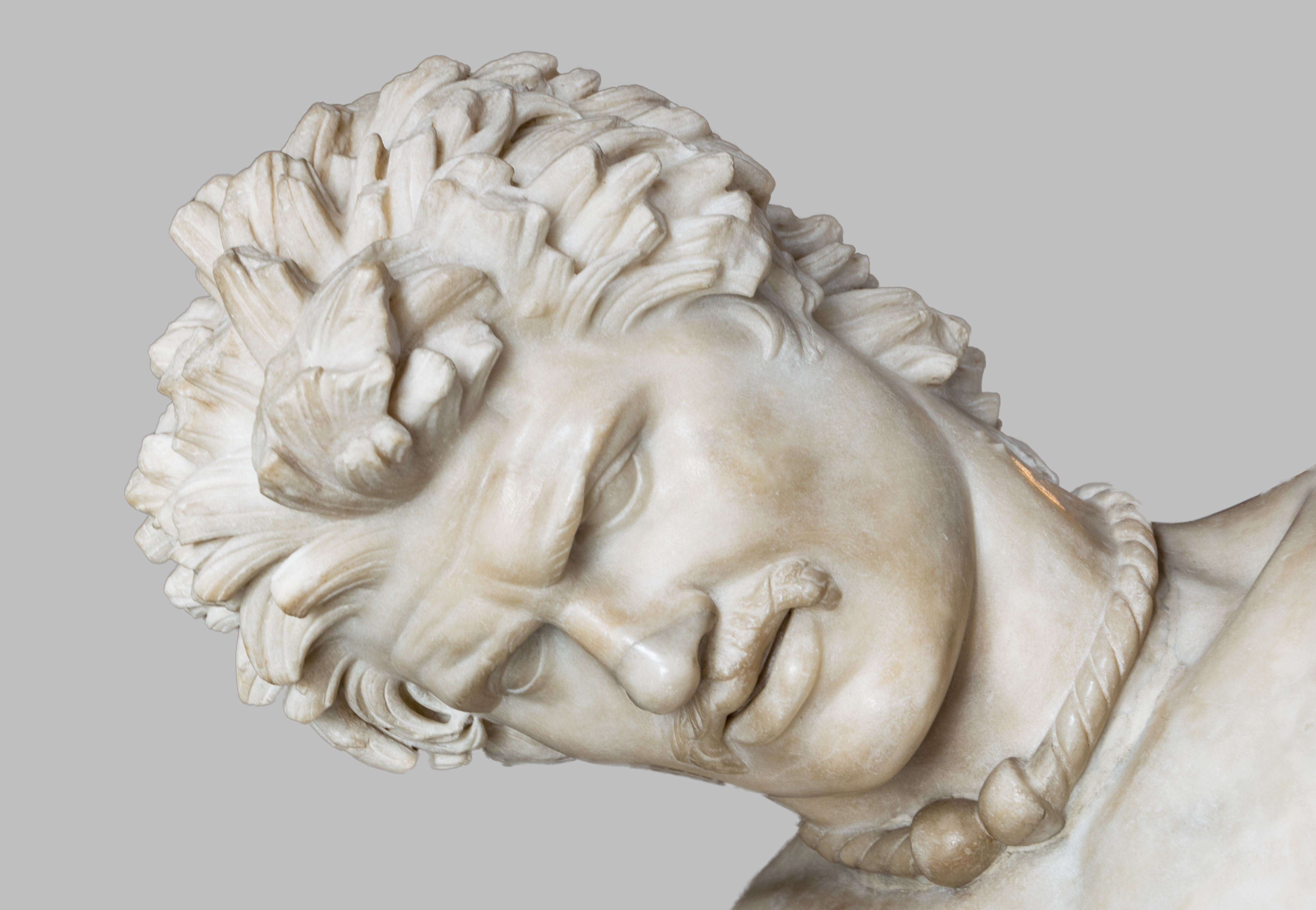
Detailaufnahme des Kopfs mit Bart und Halsring

Die Statue zeigt mit bemerkenswertem Realismus einen sterbenden Kelten, der, gerade noch sitzend, getroffen zu Boden blickt. Besonders der Kopf mit seiner keltischen Haartracht und dem typisch keltischen Schnurrbart wirkt sehr lebensnah. Bis auf einen Halsring (Torques) ist die Figur unbekleidet. Dies entspricht auch der Überlieferung durch Julius Caesar, der von nackten gallischen Kriegern berichtet. Mit der Statue sollte zum einen der Sieg der Pergamener dokumentiert werden, zum anderen war aber auch die Stärke des Gegners darzustellen, um diesen Sieg umso glanzvoller wirken zu lassen.
Man nimmt an, dass die Statue Anfang des 17. Jahrhunderts bei Ausgrabungen gefunden wurde, die im Rahmen des Baus der Villa Ludovisi erfolgten. 1623 befand sie sich jedenfalls im Besitz der Ludovisi in Rom.

## Rezeption
Der Sterbende Gallier wurde zu einem der bekanntesten Werke antiker Bildhauerkunst, das unzählige Male kopiert und imitiert wurde.
Die beginnende Aufklärung sah in dem Werk ein klassisches Beispiel antiker Kunst und bewunderte die künstlerische Qualität und das ausdrucksvolle Pathos der Darstellung. Zahlreiche wohlhabende Kunstfreunde und Monarchen ließen für sich Reproduktionen anfertigen, aber auch weniger betuchte Menschen kamen häufig in den Besitz eines Sterbenden Galliers, etwa in Form eines Briefbeschwerers. Mitunter wurde angenommen, der Sterbende stelle einen Gladiator dar, sodass für die Statue auch irreführende Bezeichnungen wie „Verwundeter Gladiator“ u. ä. im Umlauf waren. Napoleon ließ 1797 im Rahmen seiner Italienzüge zahlreiche wertvolle Kunstgegenstände nach Paris schaffen, unter denen auch der Sterbende Gallier war. Mit der Restauration 1815 kam aber auch dieses Werk wieder nach Rom zurück und ist seither in den Kapitolinischen Museen ausgestellt.
In Deutschland befindet sich eine lebensgroße Bronzekopie vor der Orangerie des Schlossparks in Putbus auf der Insel Rügen.